# Trí Môn Quang Tộ
Trí Môn Quang Tộ (zh. 智門光祚, ja. Chimon Kōso, ?౼1031) là Thiền Sư Trung Quốc đời Tống, pháp tử của Thiền Sư Hương Lâm Trừng Viễn và thuộc đời thứ ba tông Vân Môn. Sư có khoảng 30 đệ tử ngộ đạo, trong đó Thiền Sư Tuyết Đậu Trọng Hiển là danh tiếng nhất.

## Cơ duyên và hành trạng
Sư quê ở tỉnh Triết Giang, không rõ Sư họ gì và năm sinh là bao nhiêu.
Sau khi xuất gia, Sư đến tham vấn Thiền Sư Trừng Viễn ở Viện Hương Lâm (zh. 香林院), núi Thanh Thành, Ích Châu, tỉnh Tứ Xuyên và được triệt ngộ.
Rời Thiền hội của Trừng Viễn, Sư đến hoằng pháp ở Bắc Tháp. Kế đến, Sư trụ trì ở Trí Môn, vùng Tùy Châu, tỉnh Hồ Bắc và truyền bá Vân Môn tông.
Sư dạy chúng:
"Sơn tăng ghi được ở trong thai mẹ một câu nói, hôm nay nêu ra, tất cả đại chúng không được khởi thương lượng hợp đạo lý. Vậy có người thương lượng được chăng? Nếu thương lượng chẳng được, ba mươi năm sau chẳng được lầm nêu lên."
Có vị tăng đến hỏi: "Nhất thiết trí trí thanh tịnh lại có địa ngục hay không?" Sư đáp: "Vua Diêm La là quỷ làm ra."
Một hôm trời mưa, Sư dạy:
"Mấy ngày mưa luôn, hãy nói mưa từ chỗ nào lại? Nếu nói từ trời rơi xuống thì cái nào là trời? Nếu nói từ đất phun lên, gọi cái gì là đất? Nếu lại chẳng hội, do đó cổ nhân nói:
Phiên âm
Thiên địa chi tiền kính
Thời nhân mạc cưỡng di
Cá trung sanh giải hội
Nhãn thượng cánh an chùy.
Dịch nghĩa
Lối thẳng của trời đất
Người đời chớ đổi dời
Trong ấy sanh giải hội
Trên mắt lại để chùy."
Sư là một trong những vị Thiền Sư đầu tiên làm kệ tán tụng những lời dạy của các vị tiền nhân và trong lĩnh vực này thì Sư có một vị đệ tử xuất sắc là Tuyết Đậu nối dõi, người trứ tác Bích nham lục sau này.
Sư tịch năm 1031 và có để lại tác phẩm là Trí Môn Tộ Thiền Sư Ngữ Lục (zh. 智門祚禪師語錄, 1 quyển).